# Каменна (Свентокшиське воєводство)
Каменна (пол. Kamienna) — село в Польщі, у гміні Опатовець Казімерського повіту Свентокшиського воєводства.
Населення — 241 особа (2011).
У 1975-1998 роках село належало до Келецького воєводства.

## Демографія
Демографічна структура на день 31 березня 2011 року:
|          | Загалом | Допрацездатний вік | Працездатний вік | Постпрацездатний вік |
| -------- | ------- | ------------------ | ---------------- | -------------------- |
| Чоловіки | 119     | 17                 | 84               | 18                   |
| Жінки    | 122     | 22                 | 57               | 43                   |
| Разом    | 241     | 39                 | 141              | 61                   |